# Deep (arti marziali miste)
La Deep, precedentemente nota come Deep2001, è un'organizzazione giapponese di arti marziali miste con sede a Nagoya, fondata dall'ex direttore pubbliche relazioni del Pride Shigeru Saeki.
Il suo evento inaugurale si è tenuto l'8 gennaio 2001 presso l'Aichi Prefectural Gymnasium di Nagoya.

## Storia
Fondata nel settembre 2000 con il nome di Deep2001 dall'imprenditore ed ex direttore pubbliche relazioni del Pride Shigeru Saeki, l'azienda tenne il suo primo evento l'8 gennaio 2001 presso l'Aichi Prefectural Gymnasium di Nagoya
Nel 2003 la promozione cambiò il proprio nome in Deep. Inizialmente fu concepita come principale territorio di sviluppo del Pride, in particolare per la categoria dei pesi leggeri e dei pesi medi. Furono infatti numerosi i casi di lottatori, come ad esempio Ryō Chōnan e Ikuhisa Minowa, che si affermarono inizialmente in Deep per poi entrare a far parte di organizzazioni più grandi. A partire dal 13 luglio dello stesso anno iniziarono ad essere promossi eventi che includevano match femminili.
La Deep si contraddistinse anche per l'ingaggio di giovani talenti sudcoreani – tra cui Kim Dong-hyun, Jung Chan-sung e Choi Doo-ho –, alcuni dei quali trovarono poi fortuna nella Ultimate Fighting Championship.
Dal 22 febbraio 2008 vennero adottate le categorie di peso stabilite dalla Nevada State Athletic Commission (NSAC), mentre più tardi gli incontri iniziarono ad essere disputati all'interno di un ring di forma ottagonale.